# Chamelania auricoma
Chamelania auricoma es una especie de polilla de la familia Tortricidae. Se encuentra en Provincia de Morona Santiago, en Ecuador.